# Jihlava pod hákovým křížem
Jihlava pod hákovým křížem je kniha Jiřího Vybíhala napsaná ve spolupráci s Vilémem Wodákem, která den po dni dokumentuje události v městě Jihlava v době Protektorátu Čechy a Moravy v období let 1939–1945. Jiří Vybíhal za ni získal cenu Rady města Jihlavy 2009 a vydání knihy se stalo kulturní událostí roku 2009 v hlasování čtenářů týdeníku Sedmička.
Kniha se zmiňuje o přípravách atentátu v jihlavském podzemí na Adolfa Hitlera při jeho plánované návštěvě Jihlavy v roce 1939 (tomuto tématu se pak věnuje další kniha Jiřího Vybíhala nazvaná Atentát na Hitlera v Jihlavě?). V knize je popsána i akce partyzánů v dubnu 1945, při níž byl vyhozen do vzduchu železniční most. Akce je hodnocena jako jedna z největších partyzánských akcí, německé hlášení mluví o ztrátě 65 a zranění 124 vojáků. Kniha taktéž pojednává o obyvatelích jihlavského jazykového ostrova. V Jihlavě žila od 13. století početná skupina německých osídlenců, která např. v roce 1910 tvořila 80 % všech obyvatel. Jsou zde popsány česko-německé vztahy na Jihlavsku, vypálení synagogy i pozdější odsun německých obyvatel.